# Johann Caspar Ferdinand Fischer

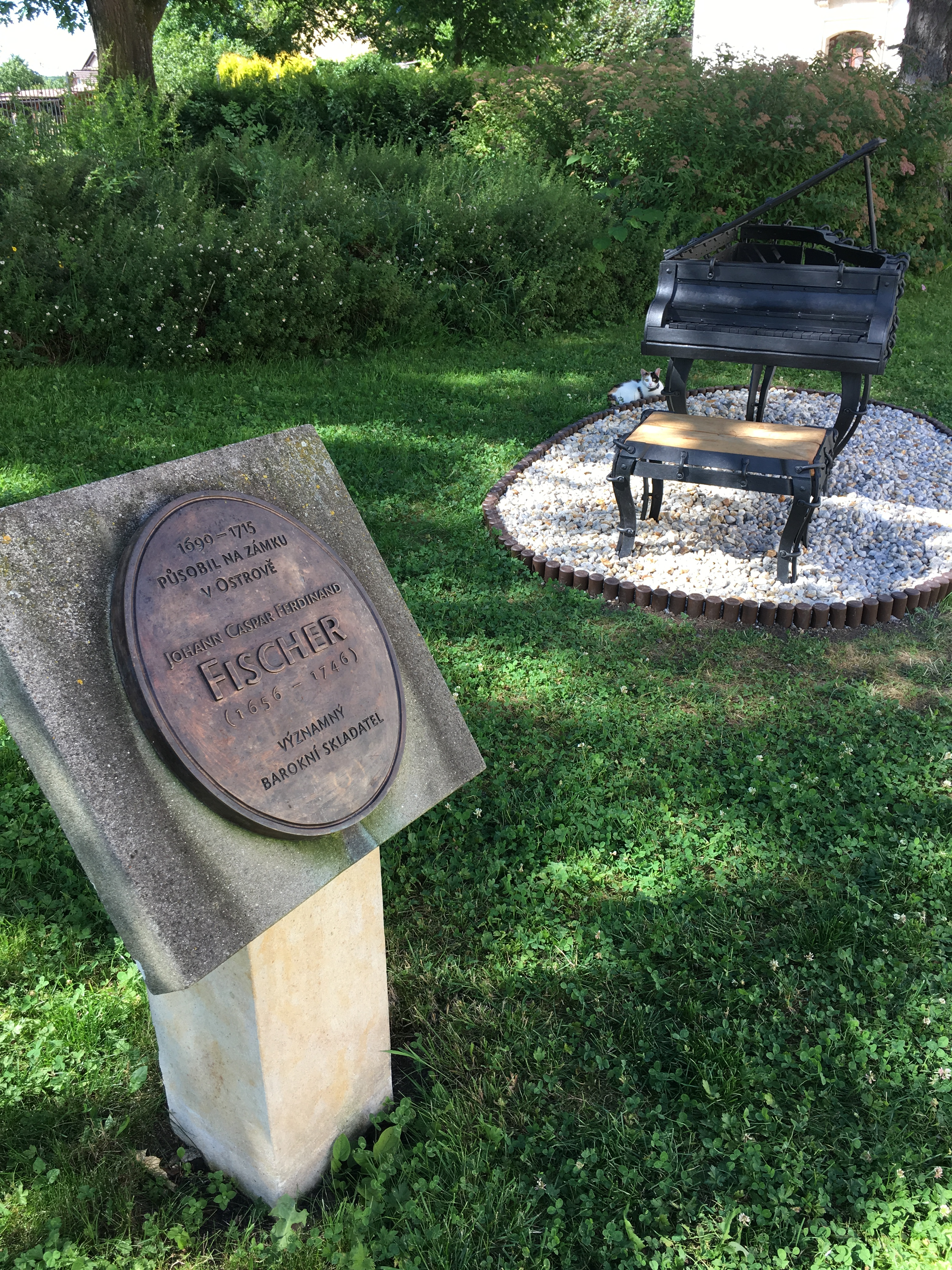
Pamětní deska v Ostrově

Johann Caspar Ferdinand Fischer (křtěn 6. září 1656 Krásno – 27. srpna 1746 Rastatt) byl český barokní hudební skladatel a kapelník, mistr suity pro cembalo a varhany.

## Život
Narodil se jako syn Jana Fischera a byl pokřtěn 6. září roku 1656 v Krásnu na Chebsku. Z prvního krátkého manželství s Marií Franciscou Macasin von Sternenfels († 1698) měl tři děti. Roku 1700 se potom podruhé oženil s Annou Franciscou († 1732), která mu dala další tři děti.
Nejprve působil v Ostrově, později v bádenském Rastattu. Přes svoje postavení dvorního kapelníka prožil část života v chudobě, když vedle starosti o početnou rodinu vydával svoje díla na vlastní náklady. Zemřel v Rastattu 27. srpna 1746.

### Hudební dráha
Vystudoval v v Ostrově piaristické gymnázium, kde se naučil hrát na klavír a na housle. Jeho rané práce se dochovaly v klášterním archívu. Někdy mezi lety 1686 až 1689 začal v Ostrově působit jako kapelník u sasko-lauenburského dvora. Zde měl příležitost se setkat s rozmanitými hudebními vlivy, které se později odrážely v jeho tvorbě.
Roku 1690 se stal kapelníkem u bádenského dvora a roku 1715 se přestěhoval do Rastattu, kde sloužil bádenskému dvoru až do své smrti. Velká část jeho prací se však nezachovala. Z dnešního pohledu mají největší význam jeho skladby pro klávesové nástroje. Jeho varhanní cyklus Ariadne Musica (1702) tvoří preludia a fugy v 20 různých tóninách.
Fischer, nazývaný „bádenským Bachem“, uvedl do německé hudby francouzský vliv, reprezentovaný například Jeanem Baptistou Lullym. Nahrazením klasické francouzské předehry také přizpůsobil pro cembalo principy orchestrální suity. Z jeho díla přejímali J. S. Bach a G. F. Händel.

### Dílo
- Le journal du printemps (1695)
- Pièces de Clavessin (1696)
- Vesperae seu Psalmi vespertini (1701)
- Ariadne musica (1702)
- Lytaniae Lauretanae VII (1711)
- Blumen-Strauss (před 1736)
- Musikalischer Parnassus (1738)

### Zajímavosti
Současné ostrovské městské fanfáry vycházejí z jeho tvorby. Ve městě mu byla také roku 1998 odhalena pamětní deska.